# FC Flora III Tallinn
El FC Flora III es un equipo de fútbol de Estonia que milita en la Esiliiga B, la tercera liga de fútbol más importante del país.

## Historia
Fue fundado en el año 2013 en la capital Tallin como el segunda equipo filial del FC Flora, por lo que no es elegible para jugar en la Esiliiga, ya que tiene que estar al menos un nivel por debajo del FC Flora II Tallinn.
Es uno de los equipos fundadores de la Esiliiga B creada en la temporada 2013.